# Queen-Bee-Syndrom
Das Queen-Bee-Syndrom (zu deutsch „Bienenkönigin-Syndrom“) bezeichnet eine Reaktion von überwiegend Frauen im männerdominierten Arbeitsumfeld.
Als „Bienenkönigin“ werden abwertenderweise Frauen bezeichnet, die im männerdominierten Arbeitsumfeld nach individuellem Erfolg streben, sich selbst von einer Teilgruppe von Frauen distanzieren und weibliche Nachwuchskräfte beim sozialen Aufstieg behindern. Nach Belle Derks, Colette Van Laar und Naomi Ellemers spricht man nicht vom Queen-Bee-Syndrom, wenn nur einzelne Aspekte betroffen sind, beispielsweise die Hervorhebung von männlichen Eigenschaften bei Frauen wie Wettbewerbsfähigkeit und Durchsetzungsvermögen. Vielmehr bezieht man sich auf eine Kombination von mehreren Aspekten, die das Syndrom ausmachen, beispielsweise das Hervorheben männlicher Charakteristika, die Distanzierung von anderen Frauen und die Leugnung der Existenz einer Gendergap.
Andere Studien konnten das Konzept des Queen-Bee-Syndroms nicht unterstützen.

## Geschichte
Der Begriff „Queen-Bee-Syndrom“ wurde erstmals im Jahr 1973 von G. Staines, C. Tavris und T. E. Jayaratne erwähnt. Ihre Studie umfasste Meinungen von Frauen zu traditionellen Geschlechterrollen und was sie von Änderungen der Rollen hielten, wobei die Forscher bei den Befragten das Festhalten an traditionellen Geschlechterrollen als Queen-Bee-Syndrom auffassten.
Virginia W. Cooper beschrieb im Jahr 1997 die Theorie des Queen-Bee-Syndroms als einen durch gegenseitige Gefährdungswahrnehmung entstandenen Konkurrenzkampf unter Frauen um die Aufmerksamkeit des Mannes und die daraus resultierenden negativen Bewertungen untereinander sowie die Versuche, die Erfolge anderer zu untergraben.
Die Studie aus dem Jahr 2016 von Belle Derks, Colette Van Laar und Naomi Ellemers fasste das Syndrom als eine graduelle Antwort auf. Wo einige Frauen mehr zum Syndrom geneigt sind als andere, kann dieselbe Frau auch je nach Situation verschiedene Tendenzen des Syndroms aufzeigen. Das Syndrom wird durch eine Kombination mehrerer Aspekte gekennzeichnet, z. B. durch die Distanzierung von anderen Frauen, Hervorhebung von männlichen Eigenschaften, Anerkennung der Geschlechterungleichheit sowie das Streben nach Erfolg auf Kosten anderer Frauen.

## Ursachen
In der Studie von B. Derks et al. wies man darauf hin, dass das Queen-Bee-Syndrom nicht auf die Persönlichkeitseigenschaften der Frau oder ihre Konkurrenzfähigkeit gegenüber anderen Frauen zurückzuführen ist, sondern eine Antwort auf Abwertung und stereotypische Diskriminierung sei. Dieses Argument basiert auf der Theorie der sozialen Identität, welches unter anderem postuliert, dass Individuen ihre Identität teilweise auf ihr Geschlecht stützen.
Wenn die Frau zu einer Gruppe gehört, die benachteiligt ist oder einer Minderheit angehört, besteht die Wahrscheinlichkeit, dass die Frau die Eigenschaften der Gruppe als nicht wichtig oder wertvoll betrachtet. Durch Abwertung oder stereotypische Diskriminierung der Frau kann sie dies als Bedrohung ihrer sozialen Identität empfinden. Im Zuge dessen bestehen zwei Bewältigungsstrategien, eine auf kollektiver und die andere auf individueller Ebene. Die kollektiven Strategien zur Reduzierung der Identitätsbedrohung umfassen die Neubewertung der Eigenschaften der Gruppe (zum Beispiel der Fokus auf geschlechtsstereotype Qualitäten wie Empathie und interpersonale Fähigkeiten [soziale Kreativität]) oder das Verbessern gruppenspezifischer Ergebnisse (soziale Änderung). Individuelle Strategien umfassen die eigene Distanzierung von der benachteiligten Gruppe, um Akzeptanz innerhalb der höhergestellten Gruppe zu suchen (individuelle Mobilität). In einem männerdominierten Arbeitsumfeld geschieht dies durch die Übernahme männlicher Eigenschaften. Individuelle Strategien kommen meistens nur dann infrage, wenn das Individuum sich nur schwach mit der eigenen Gruppe identifizieren konnte.
Dabei ist anzumerken, dass das Queen-Bee-Syndrom nicht nur auf Frauen zutrifft, sondern auf alle Gruppen, die benachteiligt oder als Minderheit betrachtet werden und bei denen die Individuen sich in ihrer sozialen Identität bedroht, sowie sich schwach mit der eigenen Gruppe verbunden fühlen. Beobachtet hat man dies beispielsweise bei verlierenden Teams, schwulen Männern, Lesben, Bisexuellen, senilen Menschen und Afroamerikanern.

## Kritik
Aus der Studie von Paulo Roberto Arvate et al. aus dem Jahr 2018 ging hervor, dass das Queen-Bee-Syndrom nur ein Mythos sein könnte und dass weiblichen Führungskräften, bei denen Diskretion zugesagt wurde, sich wohlwollend gegenüber dem weiblichen Nachwuchs verhalten. Der Begriff „Regal Leader“ (königlicher Führer) solle anstelle von „Queen Bee“ eine angebrachtere Bezeichnung von Frauen in Führungspositionen sein. Andere behaupten, dass die Bezeichnung „Queen Bee“ an sich sexistisch sei.
Anna Sobczak erklärte, dass das Queen-Bee-Phänomen nur einer von vielen Aspekten der „Arbeitslandschaft“ von Frauen in Führungspositionen sei und somit möglicherweise keine entscheidende Rolle spiele.
Fabiola H. Gerpott, Professorin für Personalführung, und Ralf Lanwehr, Professor für Führung und Transformation, gehen in ihrem Urteil noch weiter und konstatieren: „Das Queen-Bee-Syndrom gibt es nicht.“